# 142. učni bataljon pehote Slovenske vojske
142. učni bataljon pehote Slovenske vojske (kratica: 142. UBP) je bivša šolska formacija Slovenske vojske.

## Poveljstvo
Poveljniki
- podpolkovnik Robert Glavaš (2001)
- podpolkovnik Franc Koračin (2002)